# 10089 Turgot
10089 Turgot (1990 SS9) là một tiểu hành tinh vành đai chính được phát hiện ngày 22 tháng 9 năm 1990 bởi Eric Elst ở Đài thiên văn Nam Âu. Nó được đặt theo tên the eighteenth century French economist và statesman Anne-Robert-Jacques Turgot.